# مدیسون آیوی
مدیسون آیوی (زاده ۱۴ ژوئن ۱۹۸۹ مونیخ، آلمان) بازیگر پورنوگرافی آلمانی است.

## زندگی‌نامه
او در ۱۴ ژوئن ۱۹۸۹ در آلمان با نام کلوریسا بریگز به دنیا آمد، اما در تگزاس، ایالات متحده آمریکا بزرگ شد. در سال ۲۰۰۷ و در سن ۱۸ سالگی به عنوان یک رقصنده در یک باشگاه شروع به کار کرد. در این مرحله بود که با ارورا اسنو آشنا شد و او را تشویق کرد که وارد صنعت پورن شود.
او برای اولین بار با موی بلوند در مقابل دوربین ظاهر شد، اگرچه به مرور زمان با رنگ قهوه ای طبیعی خود به بازیگری بازگشت.
او در این صنعت با شرکت‌هایی مانند ایول اینجل، بنگ بروز، برزرز و ناتی آمریکا همکاری کرده‌است.
نام هنری او ادای احترامی به پویزن آیوی، یکی از شخصیت‌های دی سی کامیکس و دشمن بتمن است.
او در سال ۲۰۰۹ تحت عمل جراحی برای بزرگ کردن سینه‌هایش قرار گرفت.
در هر دو سال ۲۰۰۹ و ۲۰۱۰ او دو نامزدی جایزه ای وی ان را در رده بهترین صحنه جنسی گروهی لزبین برای فیلم‌های Not Witched XXX و Party of Feet به دست آورد.
در سال ۲۰۱۲ بار دیگر در ای وی ان برای عملکرد خود در فیلم Bombshells نامزد شد.
در سال ۲۰۱۴ به همراه میک بلو در جوایز ایکس بیز برنده جایزه بهترین صحنه جنسی برای فیلم Hotel No Tell شد. در سال ۲۰۱۵، او دوباره در بخش بهترین صحنه جنسی رسوایی برای فیلم Pretty Sloppy 5 نامزد شد.
چند روز پس از آخرین جشنواره ای وی ان در ۲۵ ژانویه ۲۰۱۵، او دچار سانحه رانندگی شد که موجب شکستگی ستون فقرات و ایجاد پارگی در ناحیه شکم شد. او به این خاطر چند ماه فعالیت خود را متوقف کرد تا بهبود یابد و به تدریج در سال ۲۰۱۶ به صحنه فیلمبرداری بازگشت.
او تا به امروز در بیش از ۵۴۰ فیلم به عنوان بازیگر نقش آفرینی کرده‌است.